# تقية طارق
تقية طارق (و. 1966  م) هو مخرج أفلام، وكاتب سيناريو جزائري، ولد في الجزائر.

## وصلات خارجية
- تقية طارق على موقع IMDb (الإنجليزية)
- تقية طارق على موقع ألو سيني (الفرنسية)
- تقية طارق على موقع أول موفي (الإنجليزية)
- تقية طارق على موقع قاعدة بيانات الفيلم (الإنجليزية)
- تقية طارق على موقع كينوبويسك (الروسية)